# Jevgenyij Valerjevics Aldonyin
Jevgenyij Valerjevics Aldonyin (oroszul: Евгений Валерьевич Алдонин) (Alupka, 1980. január 22. –) orosz válogatott labdarúgó.
Az orosz válogatott tagjaként részt vett a 2004-es Európa-bajnokságon.

## Sikerei, díjai
CSZKA Moszkva
- UEFA-kupa (1): 2004–05
- Orosz bajnok (2): 2005, 2006
- Orosz kupa (5): 2005, 2006, 2008, 2009, 2011
- Orosz szuperkupa (4): 2004, 2006, 2007, 2009